# Bitwa pod Amiens
Bitwa pod Amiens – bitwa stoczona w dniach 8–13 sierpnia 1918 roku na froncie zachodnim pomiędzy oddziałami niemieckimi, a połączonymi siłami francuskimi, brytyjskimi, kanadyjskimi, australijskimi i amerykańskimi. Bitwa o decydującym znaczeniu dla przełamania frontu, powodzenia Ententy i w konsekwencji klęski Niemiec w wojnie.
8 sierpnia pod Amiens, a wcześniej 17 lipca w bitwie pod Soissons (1918) wielkie zgrupowanie czołgów (604 brytyjskich i 490 francuskich) nie tylko powtórzyły zaledwie jednodniowy sukces 478 czołgów brytyjskich pod Cambrai sprzed 10 miesięcy, ale przekuły go w zdecydowane zwycięstwo nad niemiecką armią i jej doktryną wojenną. 
Dzień 8 sierpnia, ze względu na rozmiar strat, został nazwany przez dowodzącego siłami niemieckimi gen. Ericha Ludendorffa „Czarnym Dniem Armii Niemieckiej”. Bitwa uznawana za koniec wojny pozycyjnej na froncie zachodnim (postęp alianckiej ofensywy o kilkanaście kilometrów pierwszego dnia bitwy).